# Gigante Gentil
Gigante Gentil é um álbum do cantor e compositor Erasmo Carlos, produzido por Kassin e lançado em setembro de 2014.
O disco venceu o Grammy Latino de Melhor Álbum de Rock Brasileiro.

## Faixas
Todas faixas compostas por Erasmo Carlos, exceto onde indicado.
1. "Gigante Gentil"
2. "50 Tons de Cor"
3. "Colapso"
4. "Coisa Por Coisa"
5. "Sentimentos Complicados" (Caetano Veloso, Erasmo Carlos)
6. "Teoria do Óbvio" (Arnaldo Antunes, Erasmo Carlos)
7. "Manhãs de Love" (Arnaldo Antunes, Erasmo Carlos)
8. "Moça"
9. "Amor na Rede" (Erasmo Carlos, Nelson Motta)
10. "Caçador de Deusas"
11. "Além do Horizonte" (Erasmo Carlos, Roberto Carlos)